# Eucalyptus paludicola
Eucalyptus paludicola là một loài thực vật có hoa trong Họ Đào kim nương. Loài này được Nicolle mô tả khoa học đầu tiên năm 1995.